# Marie-Therese Futterknecht
Marie-Therese Futterknecht (* 1972 in Wien) ist eine österreichische Schauspielerin.

## Leben
Marie-Therese Futterknecht absolvierte ein Schauspielstudium an der Hochschule für Musik und darstellende Kunst Graz. Ihre ersten Engagements führten sie ans Essener Grillo-Theater und das Schauspiel Frankfurt. Weitere Stationen ihrer Bühnenlaufbahn waren neben anderen die Münchner Kammerspiele, in Wien das Theater in der Josefstadt und das Volkstheater, das Schauspielhaus Düsseldorf und die Vereinigten Bühnen Bozen sowie das Theater Heidelberg. Futterknecht war Prinzessin Eboli in Don Karlos und Königin Elisabeth I. in Maria Stuart, die Rosaura in Das Leben ist ein Traum oder die Amme in Romeo und Julia. Dabei arbeitete sie mit bekannten Regisseuren wie Jürgen Bosse, Volker Lösch, Bernadette Sonnenbichler oder Jean-Claude Berutti. 2005,  2014 und 2015 gastierte Futterknecht bei den Bad Hersfelder Festspielen. Dort wurde sie 2005 für ihre Darstellung der Alkmene in Amphitryon mit dem Hersfeld-Preis ausgezeichnet, 2014 erhielt sie den Großen Hersfeld-Preis für ihre Rolle der Maria Stuart in Friedrich Schillers gleichnamigem Drama. Im Jahr 2016 spielte sie bei den Schloss-Spielen Kobersdorf in Michael Gampes Inszenierung Othello darf nicht platzen von Ken Ludwig.
Zu den Fernseharbeiten Futterknechts gehörten u. a. Rollen in der österreichischen Filmkomödie Zuckeroma und der Serie Angie mit Mirja Boes in der Titelrolle. 1994 wirkte sie in einer ORF-Hörfunkproduktion der Geierwally mit.
Marie-Therese Futterknecht ist Mutter von Zwillingen und lebt in München.

## Filmografie
- 1993: Mutter, Kind, Tagebuch
- 1993: Fortsetzung folgt nicht
- 1994: Zeit der Verwandlung
- 1995: Ein Mann in der Krise
- 2004: Zuckeroma
- 2005: Das Leben der Philosophen
- 2008: Angie – Schmeckt nicht, gibt’s doch!
- 2008: Pizza und Marmelade
- 2017: SOKO Kitzbühel – Akanamo muss sterben
- 2019: Frühling – Weihnachtswunder
- 2020: Rentnercops – Böse Menschen haben keine Lieder
- 2020: Der Alte – Verlorene Seelen
- 2020: SOKO Köln – Rabenmutter
- 2021: Watzmann ermittelt – Jumbo
- 2022: Sturm der Liebe
- 2024: Hubert ohne Staller – Geständnis aus der Zukunft
- 2024: SOKO Stuttgart: Schrotti funkt
- 2024: Für immer Sommer (Fernsehreihe, 2 Folgen)

## Auszeichnungen
- Solopreis des Bundesministeriums für Kunst und Kultur Wien[1]
- Heidelberger Theaterpreis „Puck“[1]
- 2005: Hersfeld-Preis
- 2014: Großer Hersfeld-Preis